# Blacus leptostigma
Blacus leptostigma är en stekelart som beskrevs av Johannes Friedrich Ruthe 1861. Blacus leptostigma ingår i släktet Blacus och familjen bracksteklar. Inga underarter finns listade.